# Abbaside-kalifatet
Abbaside-kalifatet blev etableret af efterkommere af profeten Muhammeds yngste onkel, Abbas ibn Abd al-Muttalib, og dets hovedstad var Harran fra år 750 e.Kr.; Bagdad blev hovedstad i år 762. Abbasidenes styre endte i 1258, da den mongolske fyrste Hulagu Khan erobrede og plyndrede Bagdad. 
Efterkommere af abbasiderne er stammen al-Abbassi i byen Tikrit i det nordøstlige Irak.
| Islam | Spire Denne islamartikel er en spire som bør udbygges. Du er velkommen til at hjælpe Wikipedia ved at udvide den. |